# La Capuera
La Capuera est une ville de l'Uruguay située dans le département de Maldonado. Sa population est de 494 habitants.

## Population
| Année | Population |
| ----- | ---------- |
| 1963  | 10         |
| 1975  | 25         |
| 1985  | 25         |
| 1996  | 239        |
| 2004  | 494        |

,